# 德倫切尼鄉
46°48′03″N 28°7′43″E / 46.80083°N 28.12861°E
德倫切尼鄉（羅馬尼亞語：Comuna Drânceni, Vaslui），是羅馬尼亞的鄉份，位於該國東北部，由瓦斯盧伊縣負責管轄，面積63平方公里，海拔高度106米，2007年人口4,686，人口密度每平方公里74人。